# Het Paard van Noord

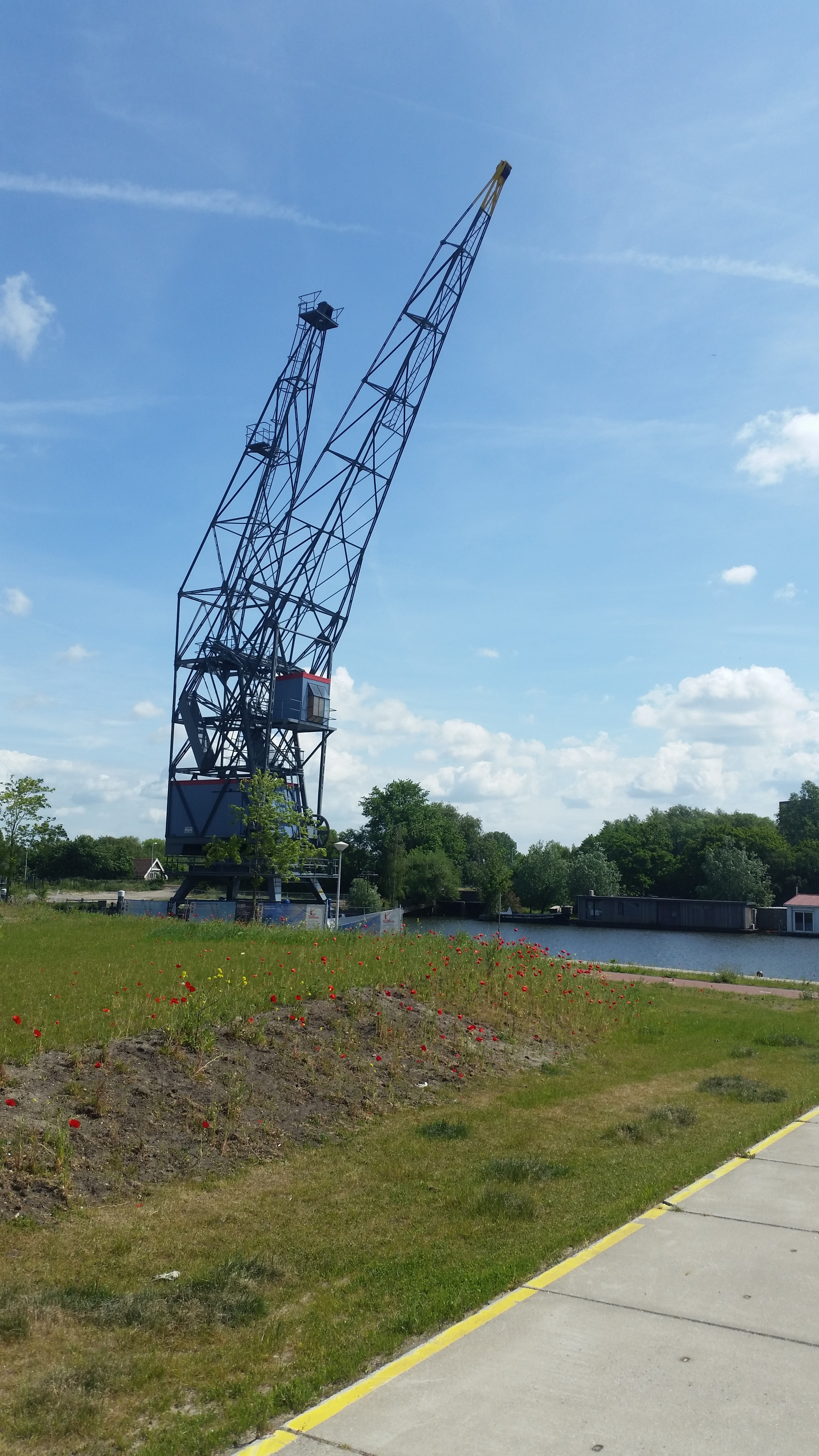
Het Paard van Noord

Het Paard van Noord is een oude grijperkraan in de buurt De Bongerd, Amsterdam-Noord in de Nederlandse stad Amsterdam. Oud-werknemers gaven de kraan deze naam vanwege het vele werk dat de kraan verrichtte als 'werkpaard' voor de bouw van Amsterdam-Noord.

## Geschiedenis
De 42 meter hoge kraan is tussen 1956 en 1959 gebouwd door het bedrijf P.M. Duyvis uit Koog aan de Zaan. Opdrachtgever was de Van Baarsen betonfabriek te Amsterdam Noord. De kraan werd in eerste instantie door Van Velsen in Koog aan de Zaan gebruikt voor de overslag van kolen en papier. In 1969 kwam de installatie naar Amsterdam-Noord om daar door de firma Van Baarsen werd gebruikt voor de overslag van zand en grind. Nadat Van Baarsen haar betonfabriek aan Zijkanaal I in 1977 verkocht aan Mebin werd de kraan nog tientallen jaren gebruikt voor de bouw van wijken als Banne Buiksloot, Molenwijk en Nieuwendam-Noord. In 2008 kocht de gemeente Amsterdam het hijswerktuig en liet het demonteren, de onderdelen bleven ter plaatse opgeslagen.

## Herbouw van de kraan
Toen in 2013 de onderdelen van de kraan, die inmiddels al 20 jaar in het zand lagen, dreigden afgevoerd te worden kwamen buurtbewoners op initiatief van auteur Bas Kok in opstand. In oktober 2014 richtte hij een vereniging van buurtbewoners op onder de naam 'Paard van Noord'. Deze vereniging maakte spande zich in voor de wederopbouw van de kraan die werd gezien als een historisch object van de industriële bedrijvigheid in Amsterdam-Noord. Steun kwam van er van andere geïnteresseerden zoals familie Van Baarsen en de firma P.M. Duyvis. In 2018 stemde de gemeente Amsterdam in met het wederopbouwproject en stelde daarvoor 80.000 euro beschikbaar. Nog hetzelfde jaar werd het Paard tijdens een buurtfeest officieel geopend. De bedoeling is dat het als icoon van Amsterdam-Noord een ontmoetingsplaats wordt voor buurtbewoners.